# Carlos Llamas
Carlos Llamas Gavilanes (Muelas de los Caballeros, Zamora, 24 de noviembre de 1954 - Madrid, 4 de octubre de 2007) fue un periodista español, director-presentador del programa de radio Hora 25 de la Cadena SER entre 1992 y septiembre de 2006, que recibió el Premio Ondas al Mejor Programa de Radio en 1998. A título póstumo, su trayectoria profesional fue también reconocida con el premio Carmen García Bloise de la Fundación Españoles en el Mundo, concedido «por su labor en defensa de la libertad de expresión y de la democracia».

## Biografía
Creció en el madrileño barrio de Canillejas, en el distrito de San Blas-Canillejas. 
Licenciado en Ciencias de la Información en Periodismo por la Facultad de Ciencias de la Información (Universidad Complutense de Madrid), en 1979 entró en la Cadena SER —emisora a la que estuvo vinculado durante 23 años de los 28 de carrera profesional—, formándose en el Gabinete de Estudios de la cadena. Caja Redonda fue el primer programa que presentó. 
En 1983 formó parte del equipo fundador de la aventura radiofónica del diario El País, Radio El País. Posteriormente volvió a la Cadena SER donde dirigió desde 1989 el informativo de sobremesa Hora 14, en sustitución de Teresa Aranda, puesto en el que permaneció hasta 1992, cuando se puso al frente de Hora 25, programa que llevó al liderato en su franja horaria.
En julio de 2002 fue condenado por el Supremo por haber difamado en el año 1995 a Antonio Herrero Losada, padre del periodista Antonio Herrero Lima. Carlos Llamas relacionó al padre de Herrero con la intentona del golpe de Estado del 23-F. Carlos Llamas y la Cadena SER presentaron recurso de amparo contra la sentencia, que fue estimado en 2010 y la sentencia fue anulada.Desgraciadamente, para entonces el periodista había fallecido. 
En septiembre de 2006 dejó el programa debido a un cáncer de pulmón con metástasis en el hígado. Aunque el 7 de mayo de 2007 se incorporó de nuevo a los micrófonos, al mes siguiente sufrió una grave recaída de la que ya no se recuperó, falleciendo el 4 de octubre de 2007 a la edad de 52 años. Era padre de dos hijos, David y Laura.

## Premios y reconocimientos
- Premio «Hombre del Año» en la categoría de Comunicación, otorgado por la revista Cambio 16 en 1995.
- Premio Ondas de Radio al Mejor Programa, en 1998, por Hora 25.
- III Premio por la Defensa de los Derechos y las Libertades Fundamentales.
- En 2012, la Junta de Distrito de San Blas —donde él creció—, le concedió una calle.[15]
- En 2024 tras cumplir la Cadena SER el centenario del inicio de sus emisiones, puso el nombre de Carlos Llamas al estudio A-1 de la emisora.[14][16]